# ولقان بوزكر
ولقان بوزكر (بالتركية: Volkan Bozkır) (22 نوفمبر 1950) هو سياسي ودبلوماسي تركي، ولد في أنقرة، هو عضوٌ في حزب العدالة والتنمية. شغل منصب وزير شؤون الاتحاد الأوروبي من نوفمبر 2015 إلى مايو 2016، وقد شغل في الوقت نفسه منصب كبير المفاوضين للانضمام التركي إلى الاتحاد الأوروبي خلال نفس الوقت.
تم انتخابه رئيسًا للجمعية العامة للأمم المتحدة في 17 يونيو 2020 للدورة 75، ليصبح أول دبلوماسي تركي يتولى هذا المنصب.

## حياته وتعليمه
تخرج من كلية الحقوق في جامعة أنقرة. يتحدث الإنجليزية والفرنسية بطلاقة.